# Kerem Görsev

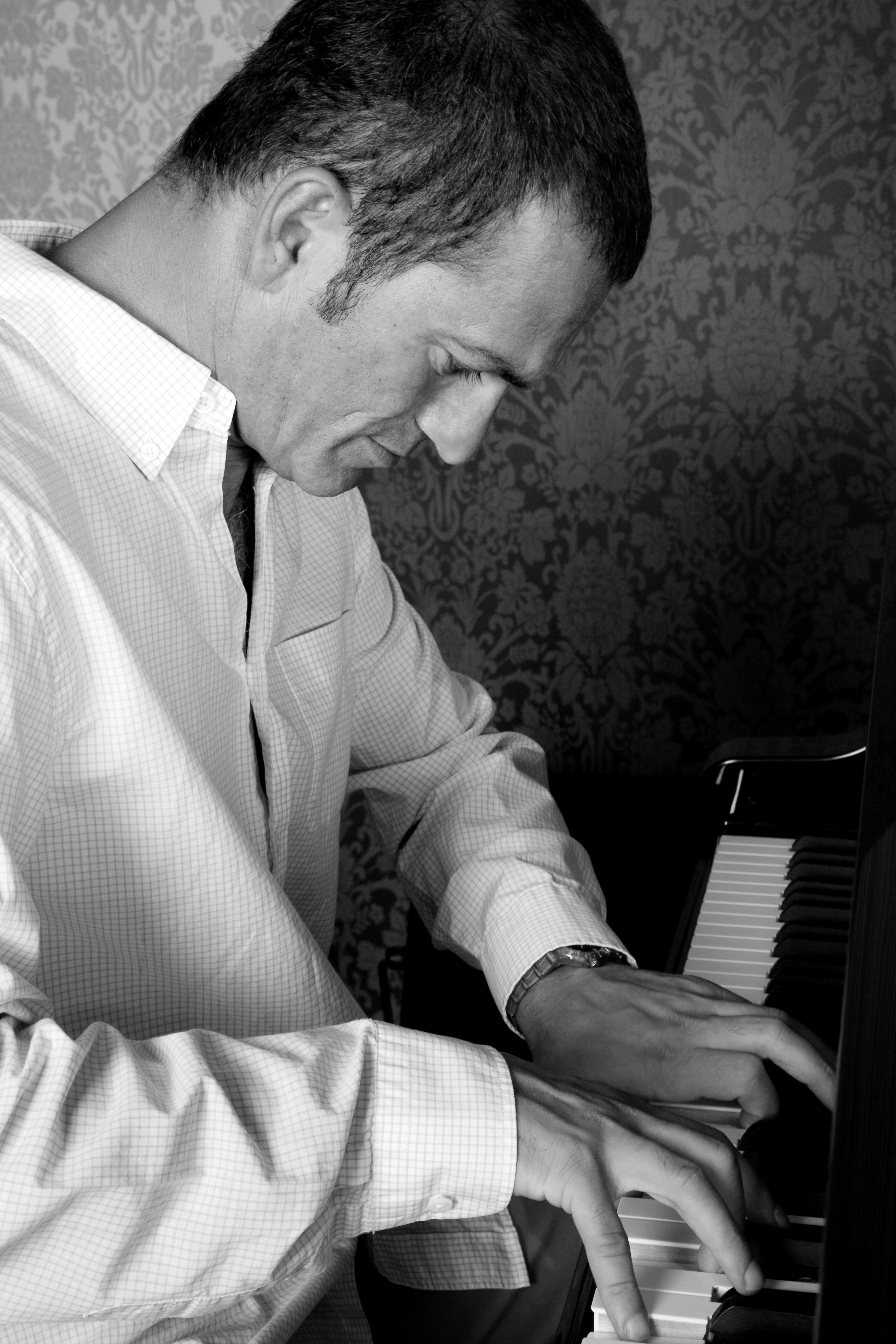
Kerem Görsev

Kerem Görsev (* 28. Juni 1961 in Istanbul) ist ein türkischer Jazzpianist und Komponist.

## Leben und Wirken
Görsev begann sechsjährig mit dem Klavierunterricht am Städtischen Konservatorium in seiner Heimatstadt. Er setzte seine Ausbildung bis 1979 am Staatlichen Konservatorium fort, bevor er sich entschied, Jazz zu spielen. Er spielte nun zunächst mit lokalen und internationalen Musikern in den Jazzclubs von Istanbul, bevor er 1994 sein Debütalbum Hands and Lips vorlegte und im Folgejahr mit seinem Quartett auf dem Istanbul International Jazz Festival auftrat. 1998 gründete er seinen eigenen Jazzclub; im Folgejahr spielte er mit der Jazz Machine von Elvin Jones. 
Görsev bildete vor allem eigene Trios und Quartetts, arbeitete aber auch mit Sinfonieorchestern zusammen. So trat er auf zahlreichen internationalen Festivals auf, etwa auf dem Jazzfestival Münster, Umbria Jazz, Jazz in Marciac, der Jazzahead oder dem Vilnius Jazz Festival.

## Diskographische Hinweise
- For Murat (1997)
- Warm Autumn (2001, mit Russell Gunn, Eric Revis, J. D. Allen III, Jason Jackson, Alvester Garnett, Kahlil Kewane Bell)
- Meeting Point (2004, mit Russell Gunn, Eric Revis, Alvester Garnett, Marcus Strickland)
- Fatih Erkoç & Kerem Görsev Trio: The Lady from İstanbul (2009)
- Therapy (2010, mit der London Philharmonic Orchestra unter Alan Broadbent, Ernie Watts, Kagan Yildiz, Ferit Odman)